# Валенсия, Хуан Мануэль
Хуан Мануэль Валенсия Апонца Рохас (исп. Juan Manuel Valencia Aponzá Rojas; 17 октября 1998, Суарес, департамент Каука, Колумбия) — колумбийский футболист, полузащитник.

## Биография
Воспитанник колумбийского клуба «Кортулуа». В 2016 году Валенсия дебютировал в его составе Примере А. В январе 2017 года полузащитник заключил контракт с итальянской «Болоньей». Но за все время присутствия в клубе Валенсия провел за него всего одну игру в Серии А. На правах аренды выступал в низших лигах за «Чезену» и «Реджану».
В середине октября участвующая в российском первенстве ФНЛ калининградская «Балтика» договорилась с «Болоньей» об аренде колумбийца. 29 ноября в своем втором матче за «моряков» против московского «Торпедо» Валенсия заработал удаление.